# Aisey-et-Richecourt
Pour les articles homonymes, voir Richecourt (homonymie).
Aisey-et-Richecourt est une commune française située dans le département de la Haute-Saône, en Franche-Comté, dans la région administrative Bourgogne-Franche-Comté.

## Géographie
La commune se situe géographiquement à une altitude de 250 mètres environ. Elle est baignée par la Saône.

### Climat
Pour des articles plus généraux, voir Climat de la Bourgogne-Franche-Comté et Climat de la Haute-Saône.
En 2010, le climat de la commune est de type climat des marges montargnardes, selon une étude du Centre national de la recherche scientifique s'appuyant sur une série de données couvrant la période 1971-2000. En 2020, Météo-France publie une typologie des climats de la France métropolitaine dans laquelle la commune est dans une zone de transition entre le climat océanique altéré et le climat océanique altéré et est dans la région climatique Lorraine, plateau de Langres, Morvan, caractérisée par un hiver rude (1,5 °C), des vents modérés et des brouillards fréquents en automne et hiver.
Pour la période 1971-2000, la température annuelle moyenne est de 10 °C, avec une amplitude thermique annuelle de 17,1 °C. Le cumul annuel moyen de précipitations est de 948 mm, avec 12,9 jours de précipitations en janvier et 9,5 jours en juillet. Pour la période 1991-2020, la température moyenne annuelle observée sur la station météorologique de Météo-France la plus proche, « Venisey », sur la commune de Venisey à 7 km à vol d'oiseau, est de 11,0 °C et le cumul annuel moyen de précipitations est de 850,7 mm. 
La température maximale relevée sur cette station est de 39,7 °C, atteinte le 25 juillet 2019 ; la température minimale est de −17,4 °C, atteinte le 30 décembre 2005,,.
Les paramètres climatiques de la commune ont été estimés pour le milieu du siècle (2041-2070) selon différents scénarios d'émission de gaz à effet de serre à partir des nouvelles projections climatiques de référence DRIAS-2020. Ils sont consultables sur un site dédié publié par Météo-France en novembre 2022.

## Urbanisme

### Typologie
Au 1er janvier 2024, Aisey-et-Richecourt est catégorisée commune rurale à habitat dispersé, selon la nouvelle grille communale de densité à sept niveaux définie par l'Insee en 2022.
Elle est située hors unité urbaine et hors attraction des villes,.

### Occupation des sols
L'occupation des sols de la commune, telle qu'elle ressort de la base de données européenne d’occupation biophysique des sols Corine Land Cover (CLC), est marquée par l'importance des territoires agricoles (75,8 % en 2018), une proportion identique à celle de 1990 (75,8 %). La répartition détaillée en 2018 est la suivante : 
terres arables (50,6 %), prairies (25,2 %), forêts (24,2 %). L'évolution de l’occupation des sols de la commune et de ses infrastructures peut être observée sur les différentes représentations cartographiques du territoire : la carte de Cassini (XVIIIe siècle), la carte d'état-major (1820-1866) et les cartes ou photos aériennes de l'IGN pour la période actuelle (1950 à aujourd'hui).

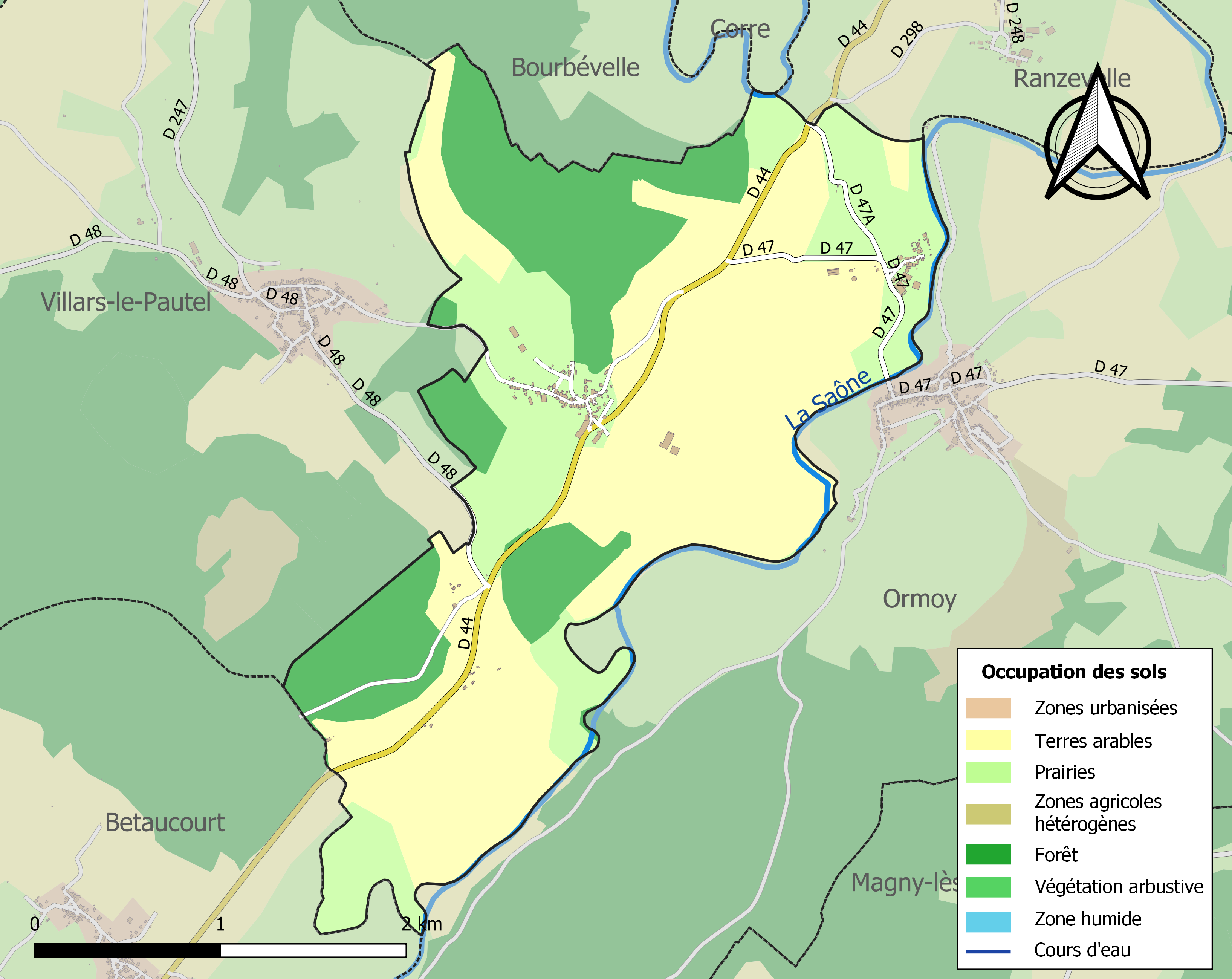
Carte des infrastructures et de l'occupation des sols de la commune en 2018 (CLC).

## Histoire
Le 25 août 1944 eut lieu à Aisey un sabotage de la voie ferrée, organisé par la 8e compagnie des FTPF et (Omnès-Pothier[pas clair]) aboutissant à la coupure temporaire de la ligne de Jussey à Darnieulles - Uxegney et Épinal.
La commune disposait de la gare d'Aisey - Villars sur l'ancienne ligne de Jussey à Darnieulles - Uxegney, mise en service le 21 novembre 1886.

## Politique et administration

### Rattachements administratifs et électoraux
La commune fait partie de l'arrondissement de Vesoul du département de la Haute-Saône, en région Bourgogne-Franche-Comté. Pour l'élection des députés, elle dépend de la première circonscription de la Haute-Saône.
Aisey-et-Richecourt fait partie depuis la Révolution française  du canton de Jussey. Dans le cadre du redécoupage cantonal de 2014 en France, celui-ci s'est étendu, passant de 22 à 65 communes.

### Intercommunalité
La commune était membre de la petite communauté de communes du Pays jusséen, intercommunalité créée au 1er janvier 1990 et qui regroupait environ 4 300 habitants en 2009.
L'article 35 de la loi n° 2010-1563 du 16 décembre 2010 « de réforme des collectivités territoriales » prévoyait d'achever et de rationaliser le dispositif intercommunal en France, et notamment d'intégrer la quasi-totalité des communes françaises dans des EPCI à fiscalité propre, dont la population soit normalement supérieure à 5 000 habitants.
Dans ce cadre, le schéma départemental de coopération intercommunale a prévu la fusion cette intercommunalité avec d'autres, et l'intégration à la nouvelle structure de communes restées jusqu'alors isolées. Cette fusion, effective le 1er janvier 2013, a permis la création de la communauté de communes des Hauts du val de Saône, à laquelle la commune est désormais membre.

### Liste des maires

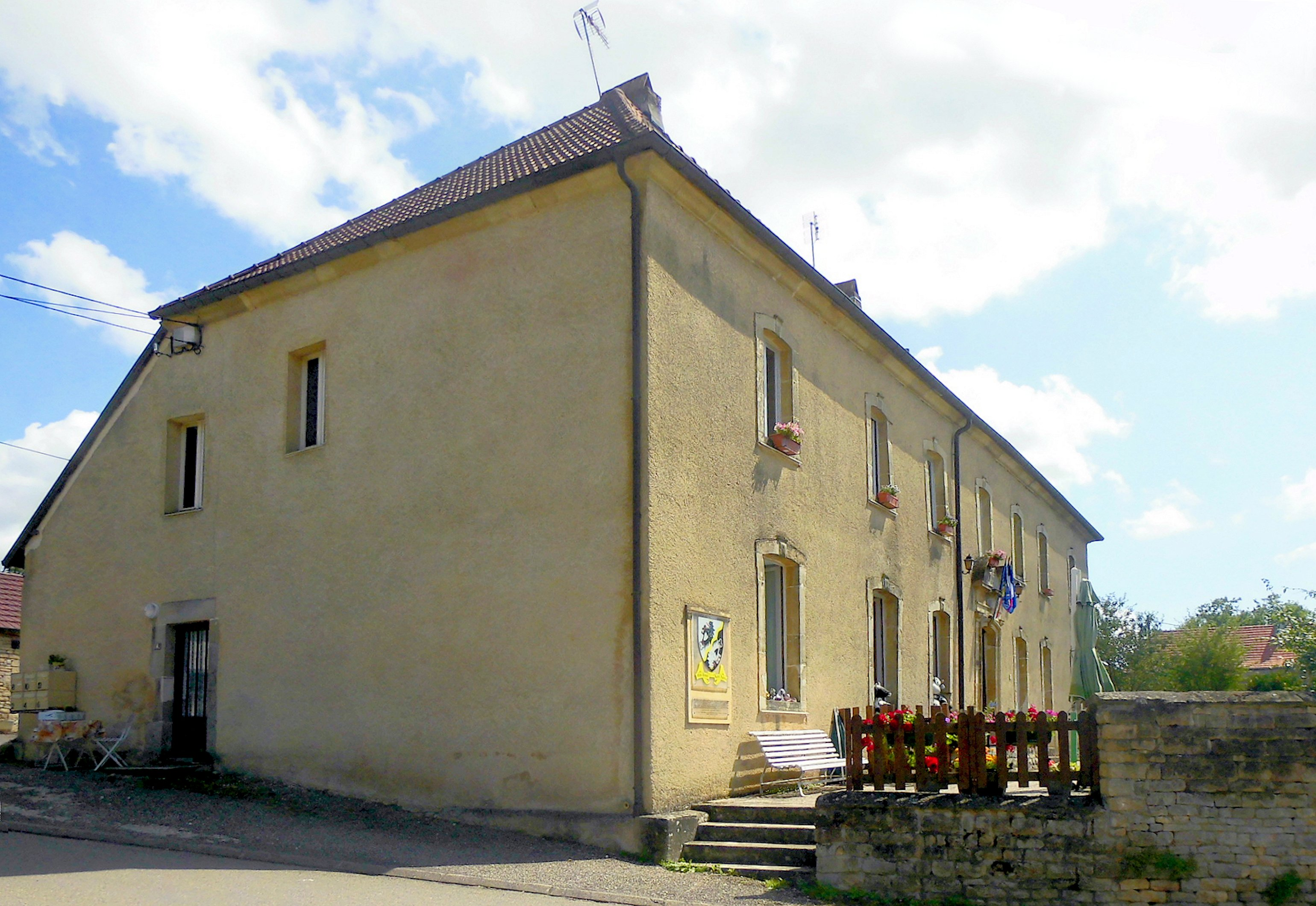
La mairie.

| Période                                  | Période  | Identité    | Étiquette | Qualité                                     |
| ---------------------------------------- | -------- | ----------- | --------- | ------------------------------------------- |
| Les données manquantes sont à compléter. |          |             |           |                                             |
| mars 2001                                | En cours | Guy Mercier | LR        | Agriculteur Réélu pour le mandat 2014-2020, |

## Démographie
En 2022, Aisey-et-Richecourt comptait 99 habitants. À partir du XXIe siècle, les recensements réels des communes de moins de 10 000 habitants ont lieu tous les cinq ans. Les autres « recensements » sont des estimations.
| 1793 | 1800 | 1806 | 1821 | 1831 | 1836 | 1841 | 1846 | 1851 |
| ---- | ---- | ---- | ---- | ---- | ---- | ---- | ---- | ---- |
| 247  | 272  | 298  | 309  | 560  | 376  | 377  | 418  | 421  |

| 1856 | 1861 | 1866 | 1872 | 1876 | 1881 | 1886 | 1891 | 1896 |
| ---- | ---- | ---- | ---- | ---- | ---- | ---- | ---- | ---- |
| 339  | 334  | 361  | 318  | 334  | 330  | 369  | 339  | 297  |

| 1901 | 1906 | 1911 | 1921 | 1926 | 1931 | 1936 | 1946 | 1954 |
| ---- | ---- | ---- | ---- | ---- | ---- | ---- | ---- | ---- |
| 284  | 263  | 222  | 182  | 202  | 203  | 192  | 185  | 174  |

| 1962 | 1968 | 1975 | 1982 | 1990 | 1999 | 2005 | 2006 | 2010 |
| ---- | ---- | ---- | ---- | ---- | ---- | ---- | ---- | ---- |
| 137  | 124  | 114  | 104  | 125  | 141  | 115  | 114  | 107  |

| 2015 | 2020 | 2022 | - | - | - | - | - | - |
| ---- | ---- | ---- | - | - | - | - | - | - |
| 104  | 99   | 99   | - | - | - | - | - | - |

## Culture locale et patrimoine

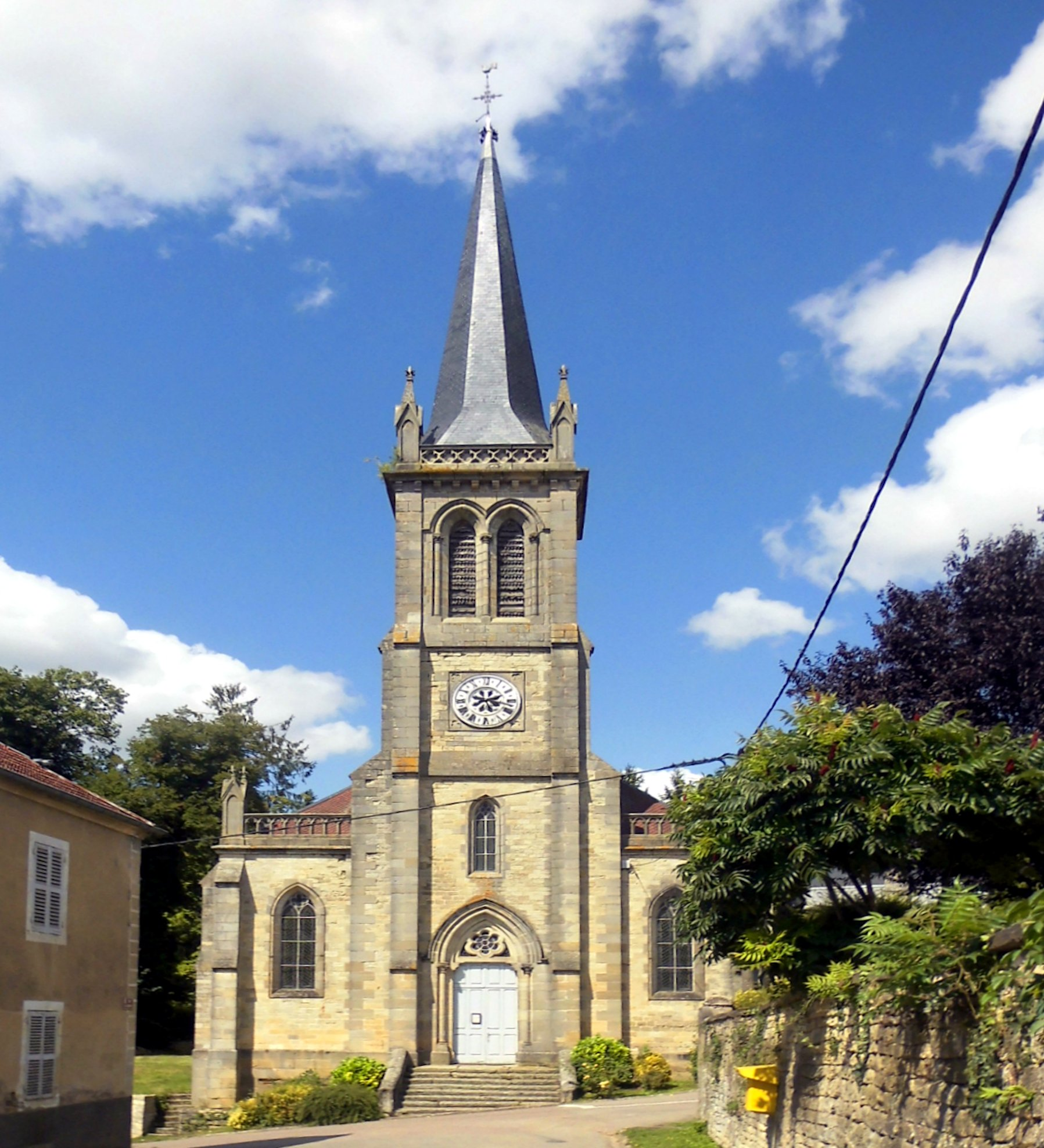
Église Saint-Julien.

### Lieux et monuments
Petit village franc-comtois autrefois fleuri, Aisey est longé par la Saône qui présente un grand intérêt touristique. Il existe dans la commune un Centre de nature et de découverte, véritable « poumon » de dynamisme pour la jeunesse et les écoles du secteur (1 500 à 1 800 enfants séjournent annuellement dans le village au château d'Aisey, qui abrite les pupilles de l’enseignement public (PEP) et comprend un parc de 6 hectares,).
À Richecourt, on rénove un four banal proche de la Saône et on peut voir le château actuel (XIXe siècle) et les vestiges du château féodal.
L'église est de style néogothique.
Un sentier pédagogique a été réalisé sur la commune, il y a quelques années, autour des thèmes de découverte de la nature. Il n'est malheureusement plus entretenu, et commence à être envahi par les ronces.

### Héraldique
| Blason de Aisey-et-Richecourt | Blason  | Taillé-ondé d’argent au lion issant de sable, armé et lampassé de gueules, couronné d’or, tenant une clé du second, son panneton ajouré en forme de potence et son anneau tréflé ; et de sable au lion renversé et contourné d’argent issant de la partition, armé et lampassé de gueules, couronné d’or et tenant une clé d’argent, son paneton ajouré en forme de potence et son anneau tréflé ; au filet ondé d’or brochant sur la partition. Devise« olim clausi hodie aperio » (autrefois j'ai fermé, aujourd'hui j'ouvre) |
| Blason de Aisey-et-Richecourt | Détails | Les deux lions et la partition rappellent les deux villages ayant donné leur nom à la commune, la cotice d'or la Saône. Les clés rappellent la position de la commune, à la porte entre la Franche-Comté et la Champagne. Armoiries conçues par M. Nicolas VERNOT, adoptées par la municipalité en 2001. |